# Стрит-Томпсон, Карим
Карим Стрит-Томпсон (англ. Kareem Streete-Thompson; род. 30 марта 1973, Итака, Нью-Йорк) — кайманский и американский легкоатлет, специалист по прыжкам в длину и бегу на короткие дистанции. Выступал за сборные Каймановых островов и США по лёгкой атлетике в 1988—2007 годах, обладатель бронзовой медали чемпионата мира в помещении, серебряный призёр Панамериканских игр, бронзовый призёр Игр доброй воли и Игр Содружества, чемпион Всемирной Универсиады, чемпион Центральной Америки и Карибского бассейна, участник трёх летних Олимпийских игр.

## Биография
Карим Стрит-Томпсон родился 30 марта 1973 года в городе Итака, штат Нью-Йорк. Детство провёл на Каймановых Островах, здесь добился первых успехов в лёгкой атлетике и с 1987 года представлял это государство на международном уровне.
В 1988 году в составе кайманской сборной выступил в беге на 100 метров и прыжках в длину на юниорском мировом первенстве в Садбери.
В 1990 году в тех же дисциплинах стартовал на Играх Содружества в Окленде, в прыжках в длину завоевал бронзовую награду на юниорском мировом первенстве в Пловдиве.
В 1991 году прыгал в длину на Всемирной Универсиаде в Шеффилде и на чемпионате мира в Токио.
Благодаря череде успешных выступлений удостоился права защищать честь страны на летних Олимпийских играх в Барселоне — соревновался в беге на 100 метров и в прыжках в длину, но ни в одной из дисциплин не смог преодолеть предварительные квалификационные этапы.
Поступив в Университет Райса, первую половину 1990-х годов Стрит-Томпсон провёл в США. Успешно выступал за университетскую легкоатлетическую команду Rice Owls на различных студенческих соревнованиях, в частности становился победителем и бронзовым призёром первого дивизиона Национальной ассоциации студенческого спорта (NCAA) в прыжках в длину.
Будучи студентом американского вуза, начал выступать на международном уровне за американскую национальную сборную. Так, в 1993 году представлял США на Всемирной Универсиаде в Буффало, где в зачёте прыжков в длину превзошёл всех соперников.
В 1994 году стал бронзовым призёром на Играх доброй воли в Санкт-Петербурге.
В 1995 году занял 14-е место на чемпионате мира в Гётеборге.
В 1999 году Карим Стрит-Томпсон вновь сменил спортивное гражданство, вернувшись в сборную Каймановых островов. В этом сезоне он получил серебро на Панамериканских играх в Виннипеге, выступил в беге на 100 метров и прыжках в длину на чемпионате мира в Севилье.
В 2000 году представлял Каймановы острова на Олимпийских играх в Сиднее, являлся знаменосцем на церемонии открытия. На предварительном квалификационном этапе показал результат 7,99 метра, чего оказалось недостаточно для выхода в финал.
В 2001 году завоевал серебряную награду на чемпионате мира в помещении в Лиссабоне, победил на чемпионате Центральной Америки и Карибского бассейна в Гватемале, стал пятым на чемпионате мира в Эдмонтоне.
В 2002 году среди прочего взял бронзу на Играх Содружества в Манчестере.
В 2003 году был лучшим на чемпионате Центральной Америки и стран Карибского бассейна в Сент-Джорджесе, отметился выступлением на чемпионате мира в Париже и на Панамериканских играх в Санто-Доминго.
В 2004 году принимал участие в чемпионате мира в помещении в Будапеште и в Олимпийских играх в Афинах.
В 2006 году бежал 100 метров и эстафету 4 × 100 метров на Играх Содружества в Мельбурне, в 100-метровой дисциплине дошёл до стадии полуфиналов на Играх Центральной Америки и Карибского бассейна в Картахене.
Завершил спортивную карьеру по окончании сезона 2007 года.